# 克拉基夫什契納
50°14′27″N 29°33′59″E / 50.24083°N 29.56639°E
克拉基夫希納（羅馬化：Krakivshchyna）是烏克蘭北部的村落，隸屬日托米爾州的日托米爾區。該村面積7.58平方公里，海拔高度189米，2001年人口115，人口密度每平方公里15.17人。